# Сирене по шопски
Сирене по шопски е традиционно ястие от българската национална кухня, приготвяно както в домашни условия, така често присъства в менюто на някои български механи и ресторанти, което го определя като характерно за България.
Този кулинарен продукт се приготвя в глинено гювече, в което се добавят кромид лук, домати, саламурено сирене, зелена чушка, чесън и др. След като е запичено във фурна до готовност, отгоре се чупи едно яйце и се запича за кратко.
Характерно подправки към това ястие са чубрица, магданоз, сол, лют червен пипер, краве масло, слънчогледово олио, черен пипер.